# Sarcophage
Pour l’article ayant un titre homophone, voir Sarkophage.

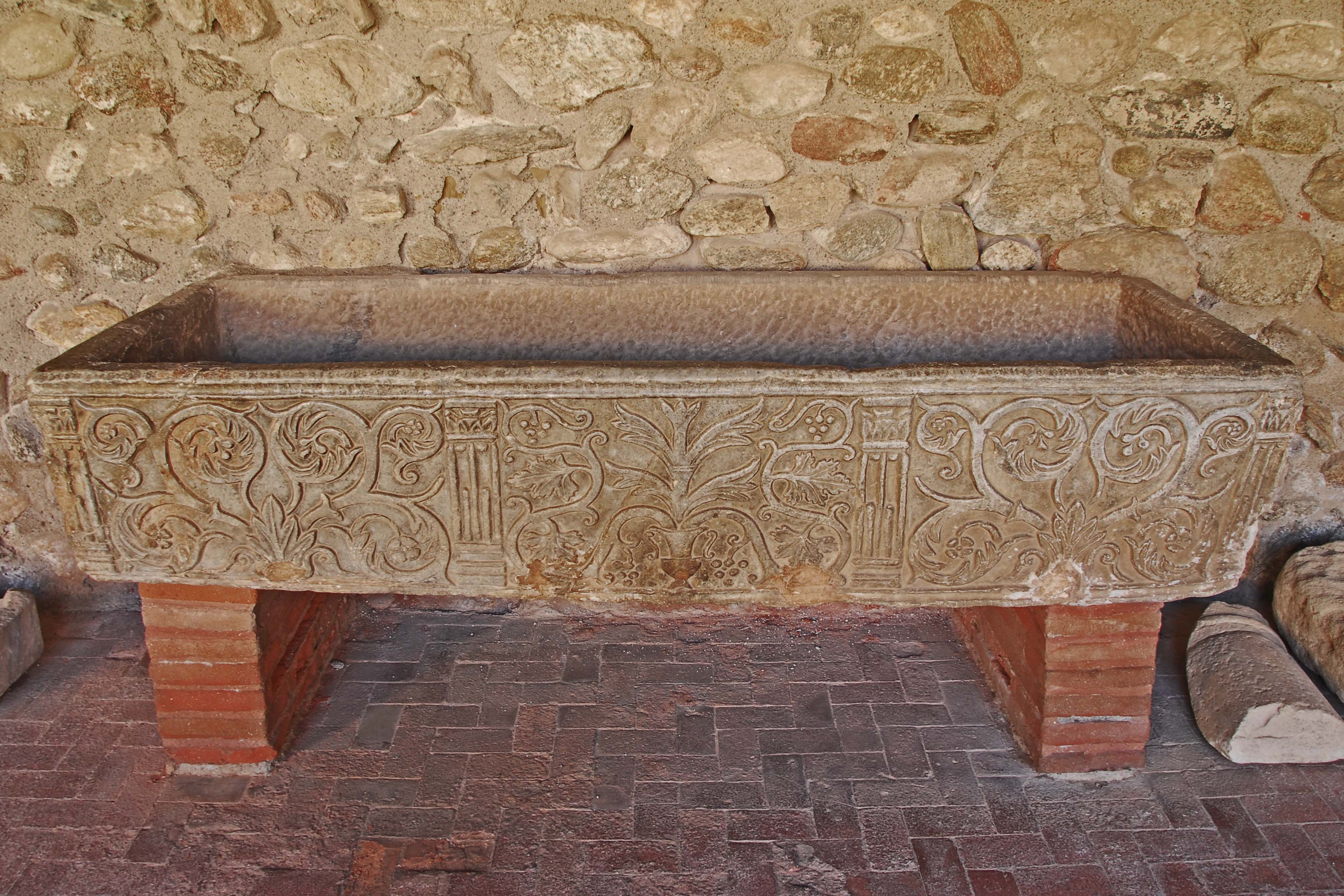
Sarcophage de l’École d'Aquitaine, Fin, dans le Cloître d'Elne

Un sarcophage est une cuve destinée à recueillir un cadavre ou un cercueil. Le plus souvent sculpté dans la pierre et placé au-dessus du sol, il est parfois enterré. Comme objet funéraire, le sarcophage est présent dans des cultures et civilisations diverses et éloignées les unes des autres ; il ne semble donc lié à aucun courant religieux particulier.
Par homologie, le terme de sarcophage est parfois utilisé dans d'autres domaines, notamment pour désigner certaines enceintes de confinement.

## Étymologie

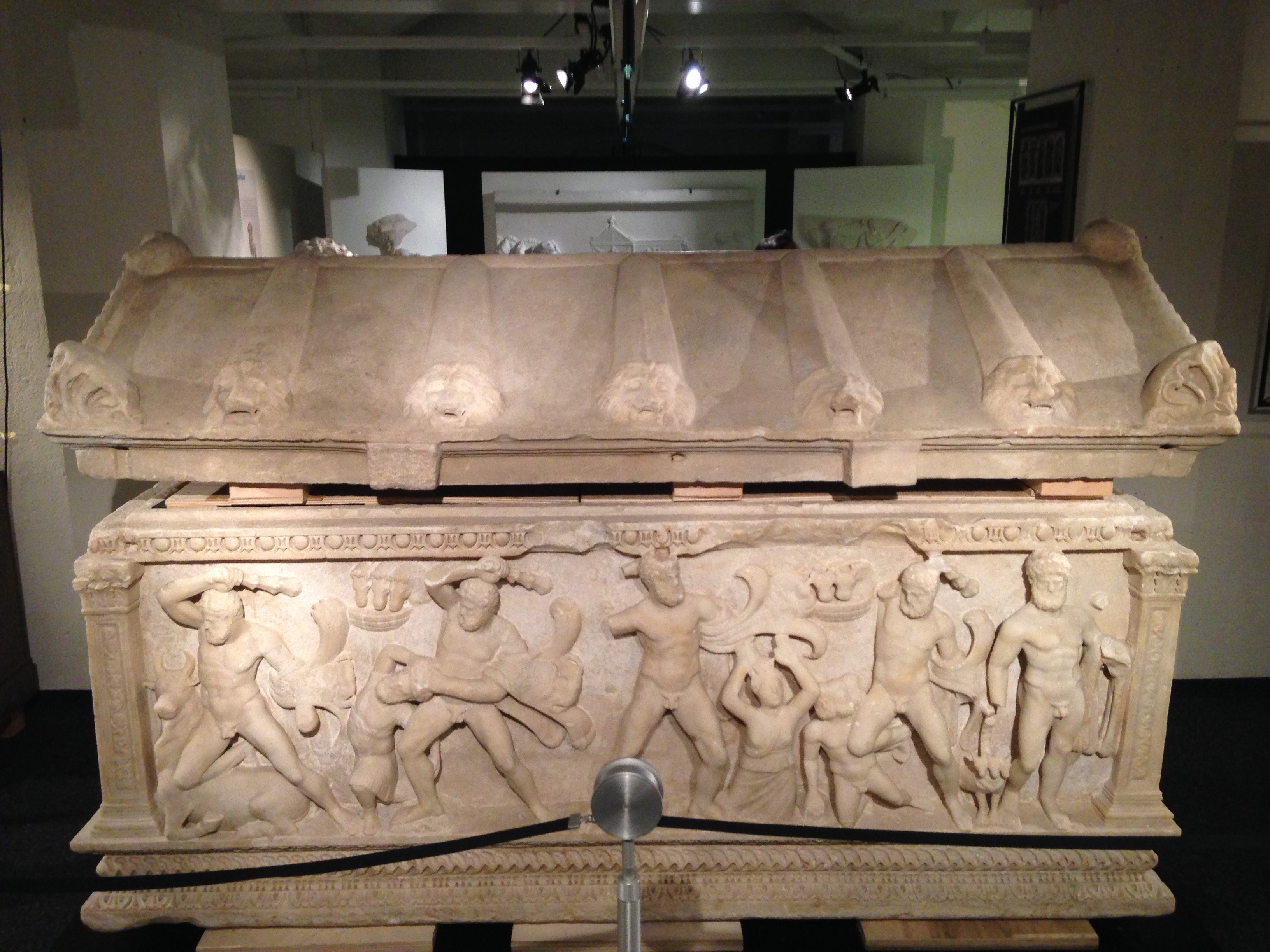
Sarcophage d'Hercule, trouvé à Pergé.

Le mot français sarcophage vient du latin sarcophagus désignant le tombeau. Il s'agit d'un emploi substantivé de l'adjectif sarcophagus  (du grec σαρκοφάγος (σάρξ / sárx, « la chair », φάγομαι / phágomai, « manger ») signifiant « qui mange de la viande, de la chair, carnivore ». Une pierre calcaire, λίθος σαρκοφάγος / líthos sarkophágos, était utilisée pour des sépultures antiques et, d'après les croyances de l'époque, hâtait la disparition des chairs (détruisait les cadavres non incinérés).
Le mot sarcophage, après avoir apparemment désigné dans l'Antiquité tous les réceptacles funéraires, donne en français vers l'an 1050 le mot cercueil (par une forte réduction phonétique, sarqueu au XIe siècle, serqueu au XIIIe siècle), qu'on utilise pour parler d'un coffre allongé dans lequel on dépose le corps avant de l'ensevelir, alors que le mot sarcophage est utilisé dès le XVIIe siècle pour désigner les cercueils en pierre.
En Égypte antique, le sarcophage est nommé « neb ânkh » (transcrit : nb-ꜥnḫ) , ce qui en traduction littérale signifie « maître de la vie », et sa forme symbolise une barque. D'autres termes ont aussi été utilisés pour qualifier le sarcophage, tels que « djebat » (ḏbꜣt), qui signifie aussi cercueil ou tombeau.
Par extension, le terme de sarcophage est également utilisé pour dénommer les structures servant au confinement de sites très sensibles, comme celui servant au confinement du réacteur no 4 de la centrale nucléaire de Tchernobyl après la catastrophe nucléaire en 1986, ou celui présent sur l'atoll d'Eniwetok, lieu d'essai de la première bombe H.
Le peintre Frédéric Halbreich désigne par ce nom les châssis sur lesquels il peint et qu'il fabrique à cet effet.

## Types de sarcophages

### Sarcophages égyptiens

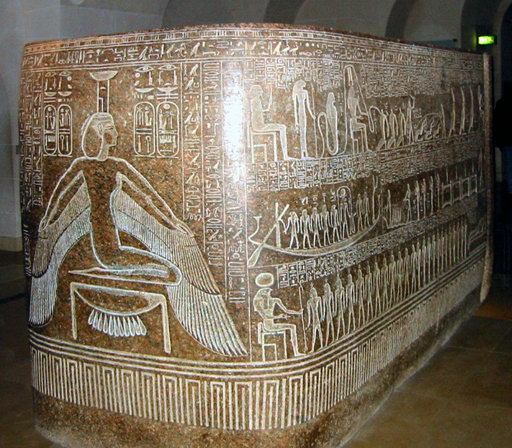
Sarcophage égyptien (Ramsès III) - Musée du Louvre.

Dans l'Égypte antique, un sarcophage forme la couche externe de protection d'une momie d'une personne de haut rang social et est généralement composé d'une cuve extérieure et de l'emboîtement de cuves intérieures (autres sarcophages ou cercueils le plus souvent en bois). Il est souvent orné de représentations peintes ou sculptées du défunt, à l'exception des sarcophages de l'Ancien Empire. La cuve est rectangulaire avec couvercle plat ou voûté ou imite la forme du corps (sarcophage momiforme ou anthropoïde), elle a pour matériau la pierre (calcaire, albâtre, granit, basalte, quartzite, etc.), le métal (argent, or pour les souverains) ou le bois, peut être plaquée d'or, de pierres semi-précieuses.

### Sarcophages grecs

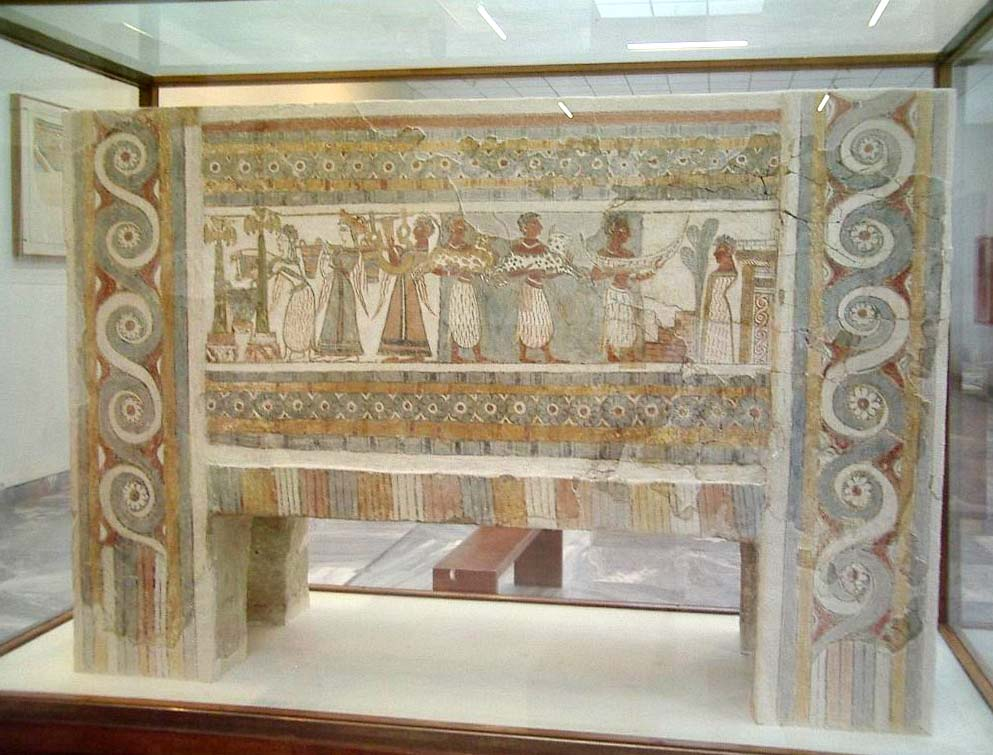
Le sarcophage d'Aghia Triada, exposé au musée archéologique d'Héraklion.

Les sarcophages minoens, tel celui d'Aghia Triada, sont richement décorés et percés de trous dans leurs fonds, sans doute pour permettre aux liquides de s'évacuer.
Les sarcophages de Clazomènes (en) sont des cuves en terre cuite, peintes, rappelant parfois la forme anthropoïde des sarcophages orientaux. Ils datent d'entre 550 et 470 avant notre ère.
Le sarcophage de Payava (en) a une décoration typique de l'époque avec des représentations symboliques de la victoire. Traduisant des influences grecques et perses, il est sans doute le plus beau et le plus grand sarcophage de la période lycienne classique.
 Il date des environs de -360.

### Sarcophages étrusques
Pendant l'ère étrusque en Italie pré-romaine, suivant les époques, le sarcophage est à destination traditionnelle (inhumation) ou cinéraire (même forme mais de taille plus réduite pour les cendres du mort obtenues par crémation).
Ensuite, pendant la romanisation, les sarcophages sont à cuve à fronton mythologique et leurs couvercles souvent figurés (Sarcophage des Époux) :

couvercles figurés
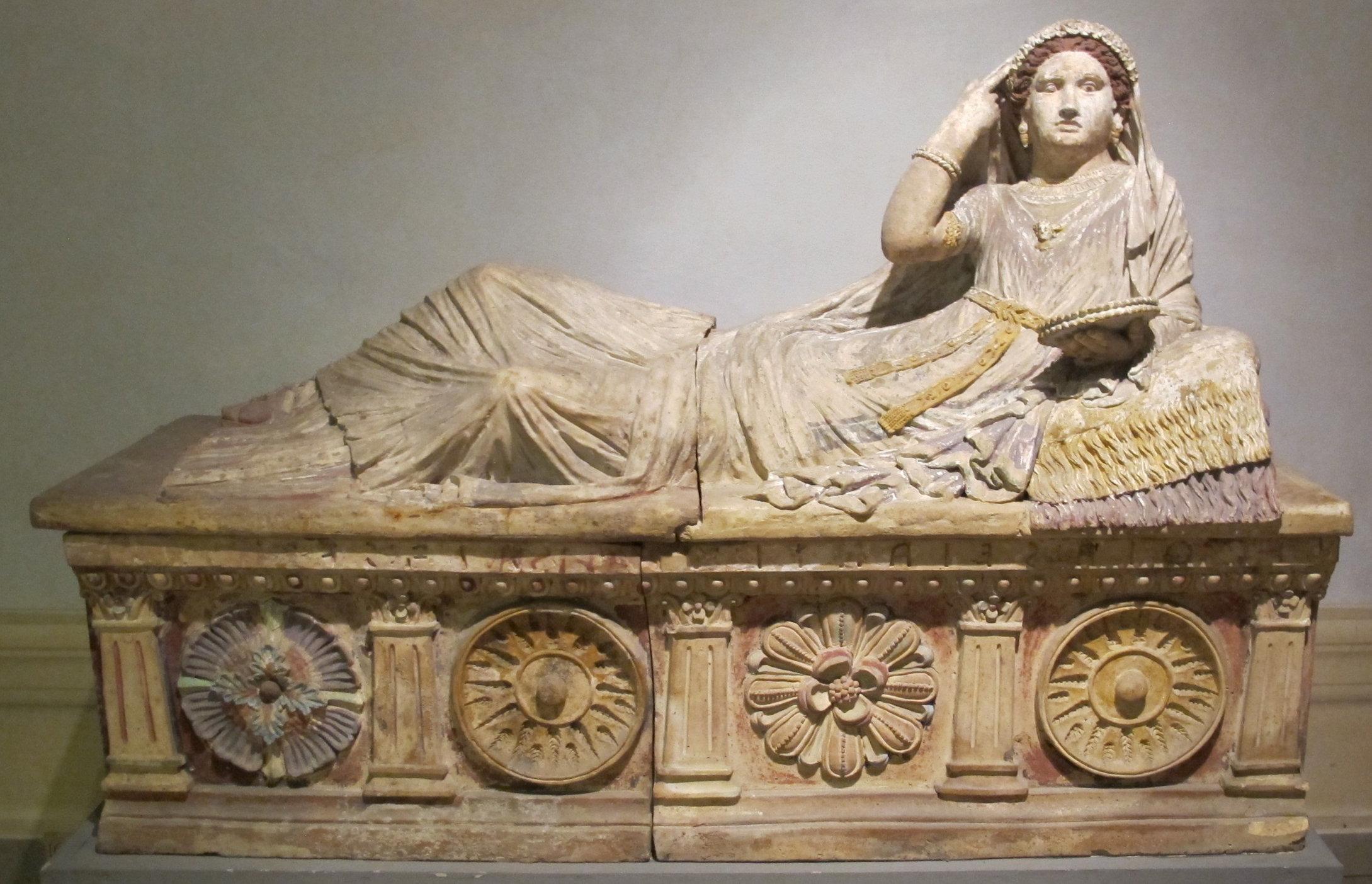
Sarcophage de Larthia Seianti, en terre cuite peinte. Retrouvé en 1877 près de Chiusi, il date de 180-170 avant notre ère. Musée archéologique de Florence.
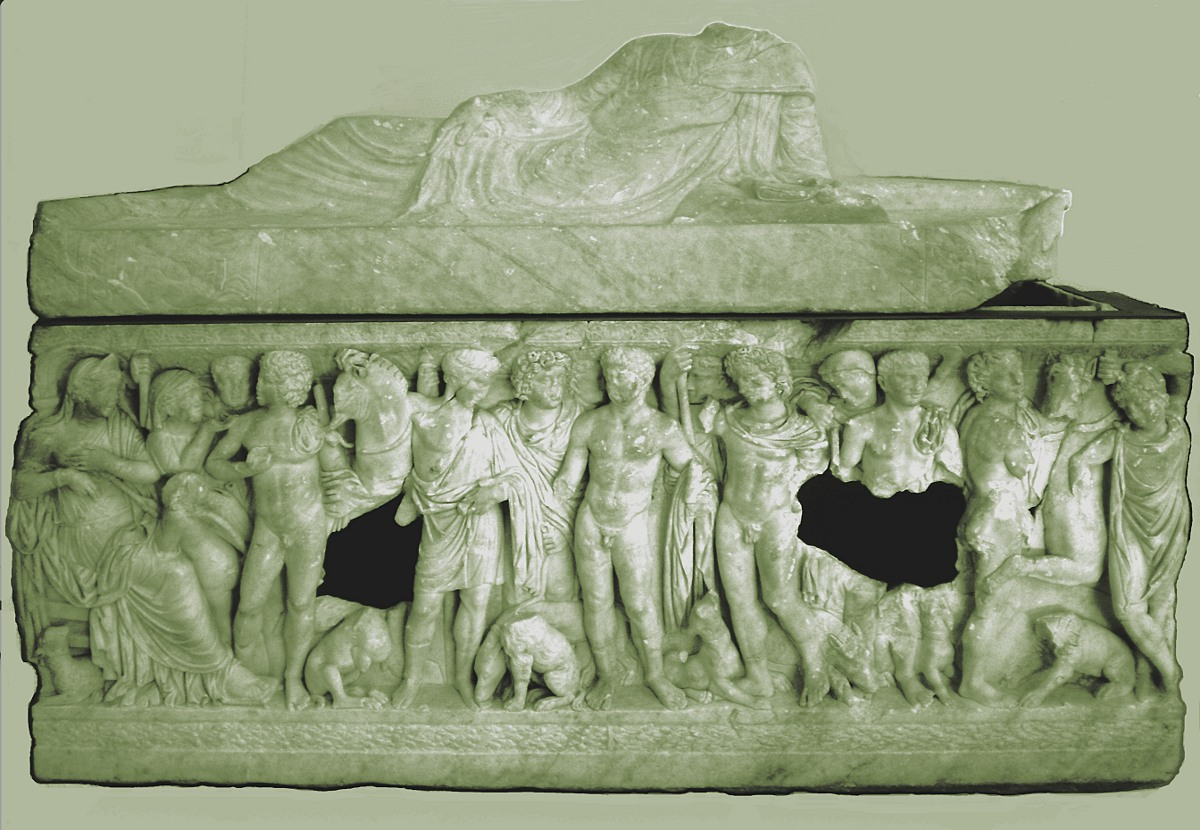
Sarcophage Phèdre et Hippolyte - IIIe siècle ap. J.-C. -  Musée de l'Arles antique.
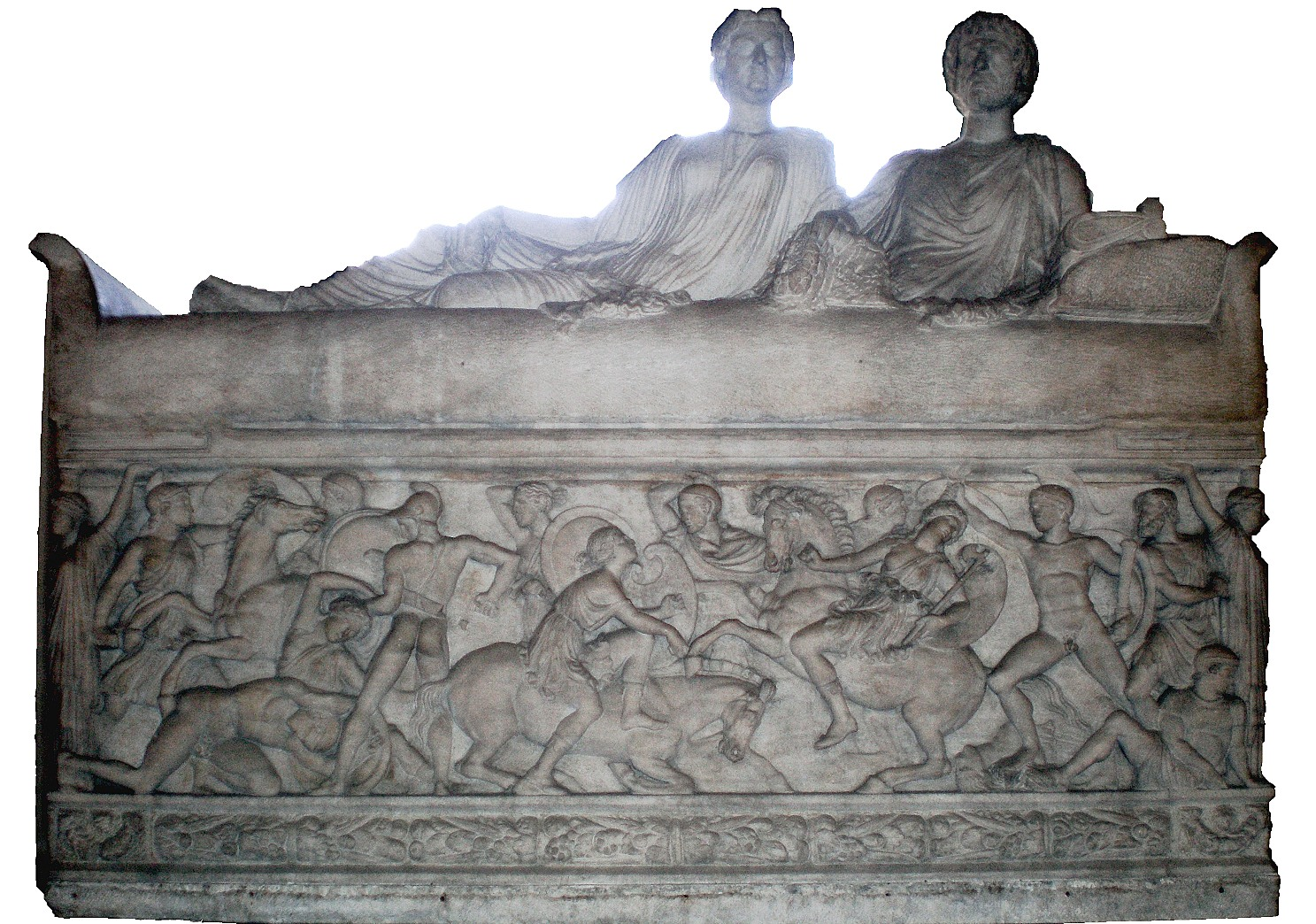
Combat entre les Grecs et les Amazones - IIe siècle  ap. J.-C. - Musée du Louvre.

### Sarcophages romains

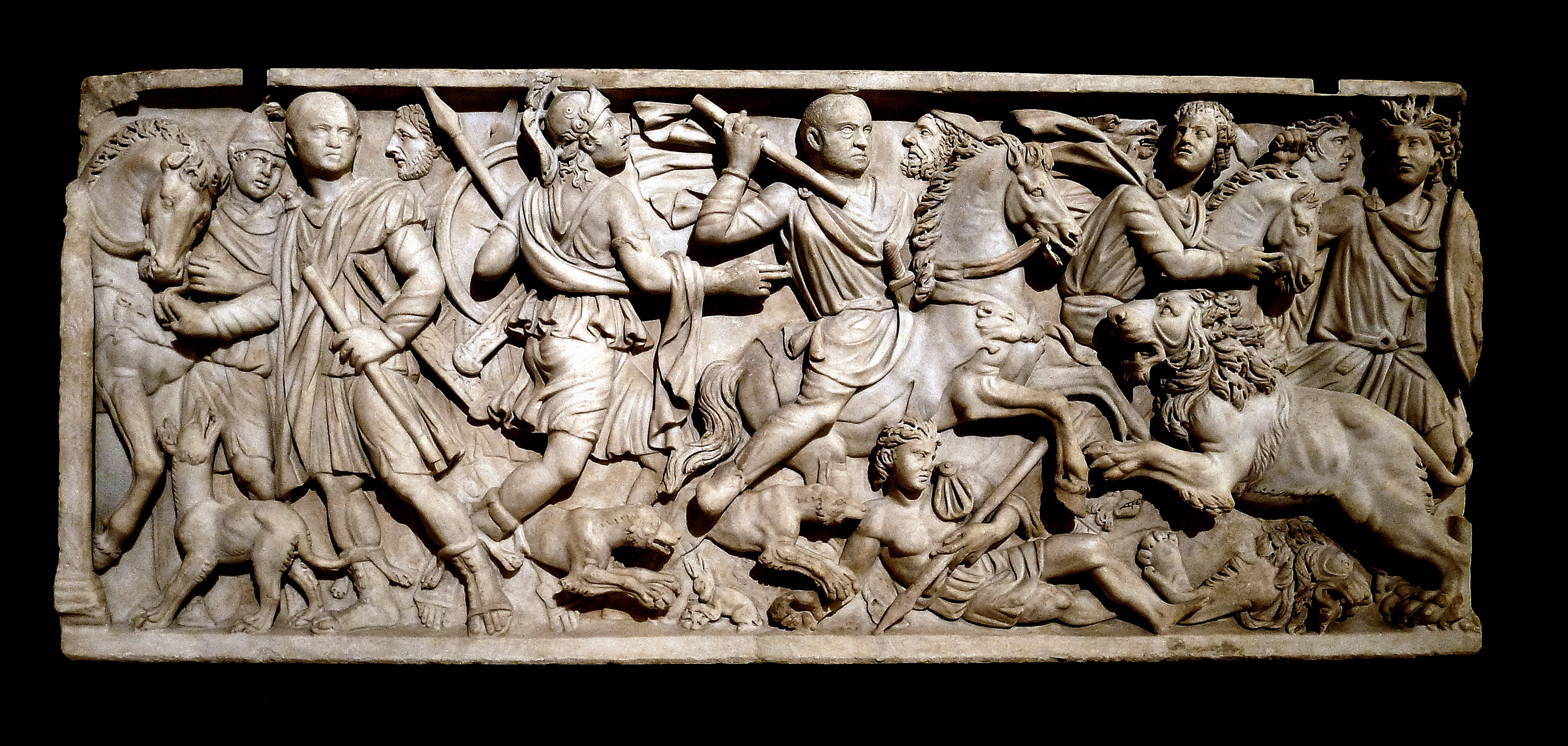
Sarcophage romain (chasse aux lions) - Musée du Louvre.

Les sarcophages romains aux cuves rectangulaires sont aussi bien en pierre, en plâtre qu'en plomb. Ils servaient à enterrer les morts issus de familles fortunées. Les sarcophages sont souvent ornés de scènes et de décorations sculptées.

### Sarcophages médiévaux
L'inhumation au Moyen Âge se réalise essentiellement sur une bière (du francisque bëra, « civière ») du Ve siècle au VIIIe siècle avant d'être progressivement remplacée par le cercueil en bois, les sarcophages (aux cuves souvent trapézoïdales et dont un gisant repose parfois sur le couvercle de la cuve) étant destinés à cette époque aux personnages au statut social élevé. Selon le Dictionnaire historique de la langue française, « la coutume était en Europe occidentale et centrale d'enterrer les morts à même le sol, quelquefois sur une planche, rarement dans un réceptacle. Originellement, bière désigne la civière sur laquelle on portait les malades, les blessés et spécialement les morts, et que l'on abandonnait fréquemment comme couche avec ces derniers. Quand l'usage du cercueil, d'abord réservé aux grands personnages, se répandit, bière commença par métonymie à désigner un cercueil de bois ».
En Gaule, entre le Ve siècle et le VIIIe siècle durant le haut Moyen Âge, les défunts, parmi les dignitaires, reposent dans des sarcophages mérovingiens ; selon Gilbert-Robert Delahaye,, il existe six types principaux de sarcophages mérovingiens, tandis qu'Anne Flammin en identifie moins d'une dizaine :
- Type bourguigno-champenois
- Type du Centre-Est
- Type à bandes de stries gravées
- Type poitevin
- Type bordelais
- Type nivernais

À partir du XIVe siècle, la peur de la décomposition des chairs et de la disparition des corps voit la réémergence du cercueil ou du sarcophage en plomb qui permettent une meilleure conservation du corps, le sarcophage en plomb devenant à la mode au XVIe siècle chez les personnes de haut rang social.

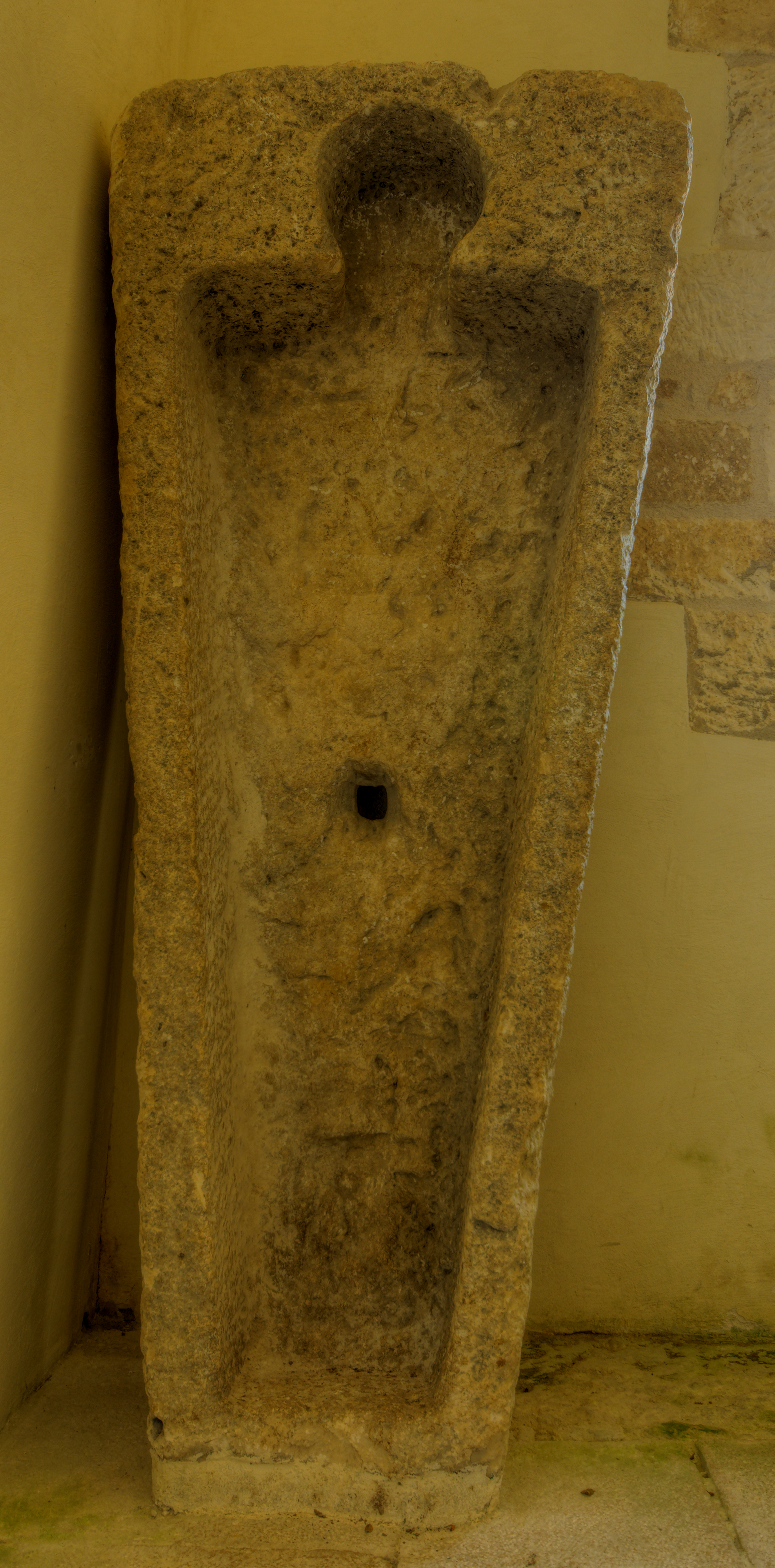
Sarcophage roman trapézoïdal à intérieur anthropomorphe et à loge céphalique.
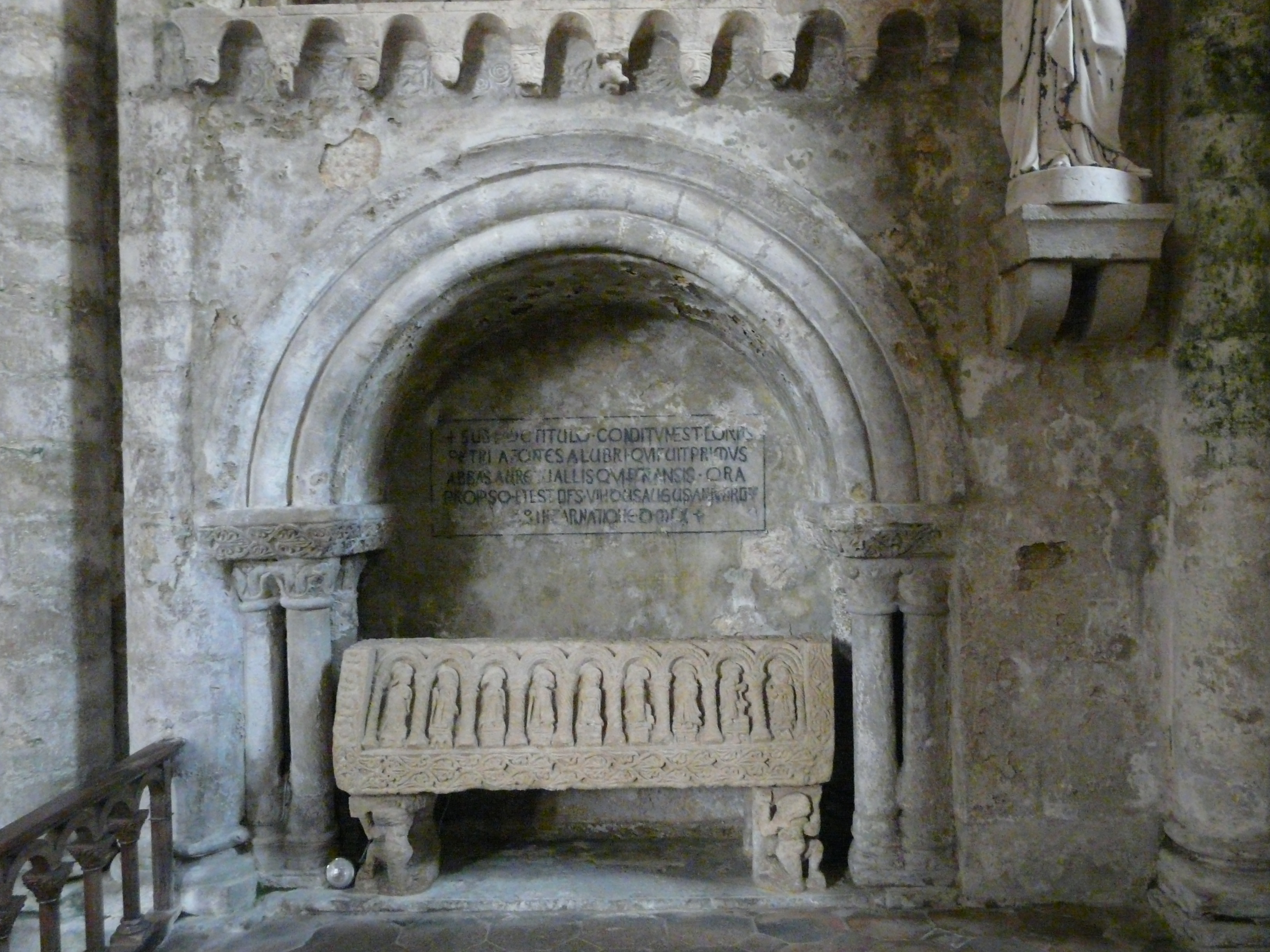
Sarcophage au couvercle en bâtière, décoré sur les deux rampants.

### Sarcophages modernes et contemporains

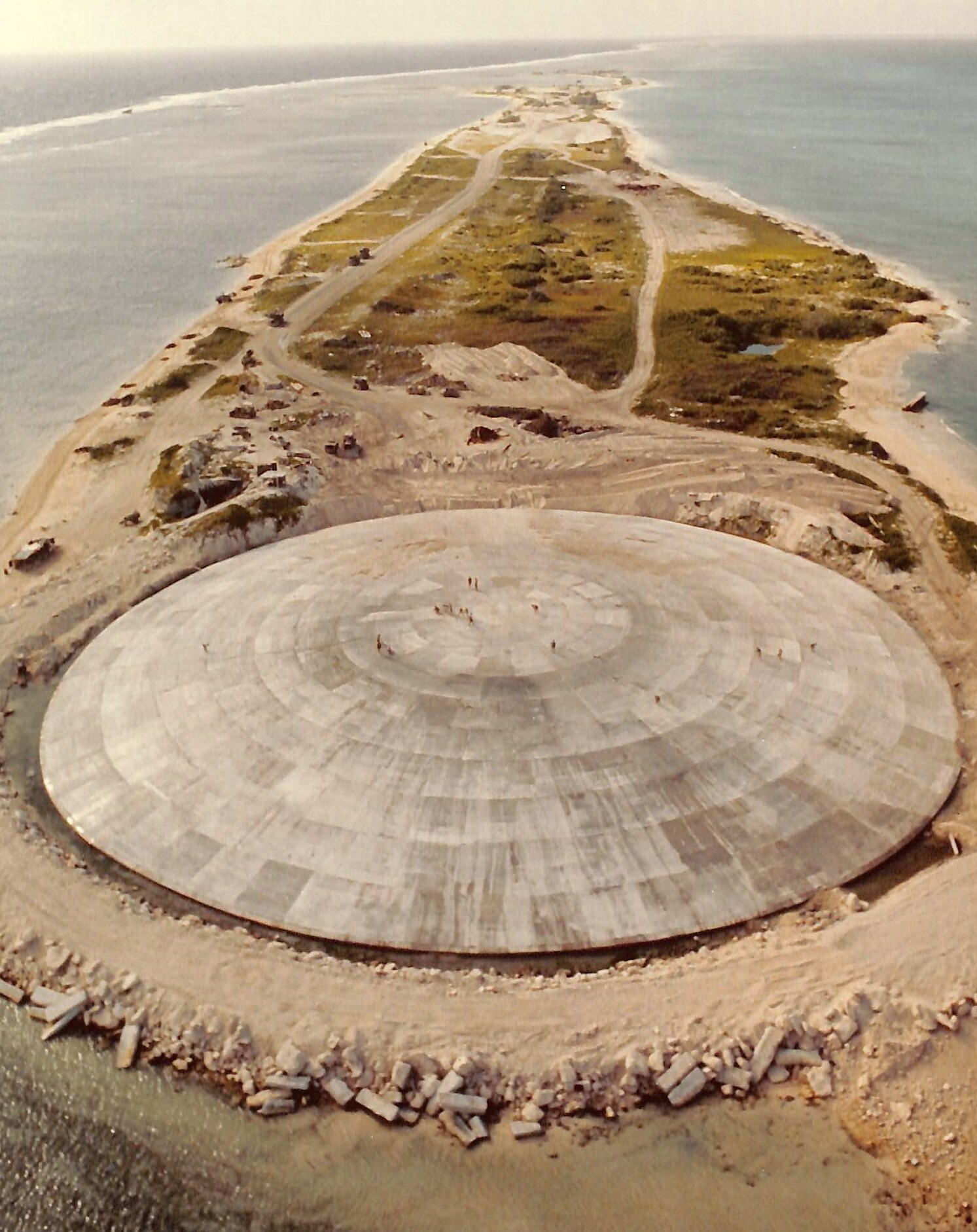
Vue aérienne du dôme recouvrant le dépôt de déchets radioactifs, sur Runit, atoll d'Eniwetok.

Si dans de rares cas, des sarcophages sont encore confectionnés pour des particuliers, l'acception la plus courante est celle des ouvrages de grandes dimensions servant au confinement de zones susceptibles de contaminer l'environnement, appelées dans certains cas enceinte de confinement. Si le plus célèbre est le premier sarcophage de Tchernobyl, il en existe d'autre :
- son successeur, l'arche de Tchernobyl,
- le sarcophage de l'atoll d'Eniwetok,
- celui du complexe nucléaire de Hanford,
- le sarcophage sous-marin de l'U-864, etc.